# Aristolochia singalangensis
Aristolochia singalangensis är en piprankeväxtart som beskrevs av Korthals och Ding Hou. Aristolochia singalangensis ingår i släktet piprankor, och familjen piprankeväxter. Inga underarter finns listade i Catalogue of Life.